# Matthew Talbot

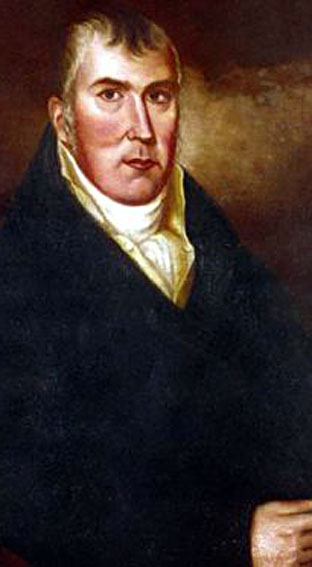
Matthew Talbot

Matthew Talbot (* 1762 im Bedford County, Colony of Virginia; † 17. September 1827 in Washington, Georgia) war ein US-amerikanischer Politiker und 1819 kommissarisch Gouverneur von Georgia.

## Lebenslauf
Das genaue Geburtsdatum von Matthew Talbot ist unbekannt, man geht aber davon aus, dass er 1762 geboren wurde, also noch vor der Gründung der USA. Nach dem Dienst in der Miliz des Staates Georgia schlug Talbot eine politische Laufbahn ein. 1799 wurde er Abgeordneter im Repräsentantenhaus von Georgia, 1811 und von 1817 bis 1822 saß er im Staatssenat und wurde dessen Vorsitzender.
In dieser Eigenschaft wurde er nach dem Tod des amtierenden Gouverneurs William Rabun am 24. Oktober 1819 entsprechend der Verfassung selber Gouverneur. Seine Hauptaufgabe war die Überbrückung der Zeit bis zur Amtseinführung eines neuen Gouverneurs. In seinem Fall waren das zwei Wochen, während der er naturgemäß keine bedeutende politische Entscheidungen traf.
Zum neuen Gouverneur wurde John Clark gewählt und Talbot nahm seinen Platz im Senat wieder ein. 1823 unternahm er einen vergeblichen Versuch, selbst zum Gouverneur gewählt zu werden. 1827 war er wieder einer der Kandidaten für das Amt des Gouverneurs; allerdings starb er noch vor dem Wahltag. Das Talbot County sowie dessen Hauptstadt Talbotton in Georgia wurden nach ihm benannt.